# زينهو فانهيوسدين
زينهو فانهيوسدين (مواليد 29 يوليو 1999) هو لاعب كرة قدم بلجيكي يلعب كمدافع في نادي ستاندارد لييج.

## روابط خارجية
- زينهو فانهيوسدين على موقع الاتحاد الأوربي (الإنجليزية)
- زينهو فانهيوسدين على موقع الاتحاد البلجيكي (الإنجليزية)
- زينهو فانهيوسدين على موقع قاعدة بيانات كرة القدم.إي يو (الإنجليزية)
- زينهو فانهيوسدين على موقع ناشيونال فوتبول تيمز (الإنجليزية)
- زينهو فانهيوسدين على موقع Soccerway.com (الإنجليزية)
- زينهو فانهيوسدين على موقع عالم كرة القدم.نت (الإنجليزية)